# Árvore de diálogo

Exemplo esquemático de uma simples árvore de diálogos.

Uma árvore de diálogo ou árvore de conversação é uma mecânica de jogos eletrônicos empregada em diversos jogos de aventura (incluindo jogos de ação-aventura) e RPGs eletrônicos. A mecânica funciona quando, ao interagir com um personagem não jogável, o jogador tem uma escolha do que dizer e faz escolhas subsequentes até o término da conversa. Certos gêneros de jogos, tais como visual novels e simuladores de romance, giram quase inteiramente em torno destas interações de personagens e diálogos ramificados.

## História
O conceito de árvore de diálogo existe muito antes do advento dos jogos eletrônico. A primeira árvore de diálogo conhecida é descrita em El jardín de senderos que se bifurcan, um conto de Jorge Luis Borges lançado em 1941, onde o livro de combinações de Ts'ui Pên permite que todos os principais resultados de um ramo de eventos aconteçam nos seus próprios capítulos. Muito parecido com as contrapartes dos jogos, esta história se reúne à medida que avança (como possíveis resultados se aproximariam de nm onde n é o número de opções em cada garfo e m é a profundidade da árvore.

O primeiro sistema de diálogo de computador foi apresentado no ELIZA, um programa de processamento de linguagem natural primitivo escrito por Joseph Weizenbaum entre 1964 e 1966. O programa emulou a interação entre o usuário e um terapeuta artificial. Com o advento dos jogos eletrônicos, o entretenimento interativo tentou incorporar interações significativas com personagens virtuais. As ramificações de diálogos tornaram-se desde então uma característica comum em visual novels, simuladores de romance, jogos da aventura e RPGs eletrônicos.